# Glasögonkejsarduva
Glasögonkejsarduva (Ducula perspicillata) är en fågel i familjen duvor inom ordningen duvfåglar.

## Utbredning och systematik
Glasögonkejsarduva förekommer i norra Moluckerna och på ön Kofiau i Västpapua. Den behandlas som monotypisk, det vill säga att den inte delas in i några underarter. Tidigare inkluderades den sydligare seramkejsarduvan i arten och vissa gör det fortfarande.

## Status
IUCN kategoriserar arten som livskraftig.